# 五一农村居民点 (克林齐区)
五一农村居民点（俄语：Первомайское сельское поселение）是俄罗斯联邦布良斯克州克林齐区所属的一个农村居民点。其下辖有8个居民点，行政中心为五一镇。据2015年统计，该农村居民点的人口为2353人。